# Trilli
Álvaro Pérez Campo (Ortigueira, La Coruña, 19 de mayo de 2003), más conocido como Trilli, es un futbolista español que juega en la demarcación de defensa en el Real Valladolid C. F. de la Segunda División de España.

## Trayectoria
Natural de Ortigueira, al norte de la gallega provincia de La Coruña, es hijo de Jorge Pérez, que llegó a jugar en la máxima categoría de fútbol sala con O Parrulo y es trillizo de dos hermanos, Raúl y Javi, de ahí su apodo. Es un lateral derecho formado en las categorías inferiores del SD San Tirso, Racing de Ferrol y R. C. Deportivo, donde ingresó en 2014.[cita requerida]
En el club coruñés fue pasando por las diferentes categorías inferiores hasta disputar la temporada 2020-21 con el Juvenil A en División de Honor, formando parte del equipo que acabó ganando la Copa de Campeones. Además, esa misma temporada hizo su debut en Tercera con el Fabril, dirigido por Juan Carlos Valerón.
En julio de 2021, tras acabar su etapa juvenil en el R. C. Deportivo, formó parte de la primera plantilla de la Primera Federación, donde jugaría durante dos temporadas. Con 18 años debutó con el primer equipo en Primera Federación, el 29 de agosto, ante el Real Club Celta de Vigo "B", en una temporada en la que disputaría 10 partidos de liga y dos de Copa del Rey.
En la temporada 2022-23 tendría la misma participación, ya que disputó 10 partidos en Primera Federación, uno de play-off de ascenso a Segunda División y otro encuentro de Copa del Rey.
El 23 de julio de 2023 firmó por el F. C. Barcelona Atlètic por dos temporadas. Antes de finalizar la segunda de ellas, renovó hasta junio de 2026. Sin embargo, el 18 de julio de 2025 fue traspasado al Real Valladolid C. F.

## Selección nacional
Ha sido internacional con la selección española sub-19 en dos ocasiones, debutando el 3 de septiembre de 2021 en un encuentro amistoso ante México. Anteriormente, en 2019 sería internacional hasta en 4 ocasiones con la selección española sub-16 a las órdenes de Julen Guerrero.[cita requerida]

## Estadísticas

### Clubes
Actualizado al último partido disputado en mayo de 2025.
| Club                                         | Div.          | Temporada     | Liga  | Liga  | Copas nacionales | Copas nacionales | Copas internacionales | Copas internacionales | Total | Total |
| Club                                         | Div.          | Temporada     | Part. | Goles | Part.            | Goles            | Part.                 | Goles                 | Part. | Goles |
| -------------------------------------------- | ------------- | ------------- | ----- | ----- | ---------------- | ---------------- | --------------------- | --------------------- | ----- | ----- |
| R. C. Deportivo de La Coruña Fabril · España | 3.ª           | 2020-21       | 5     | 0     | ―                | ―                | ―                     | ―                     | 5     | 0     |
| R. C. Deportivo de La Coruña Fabril · España | Total club    | Total club    | 5     | 0     | 0                | 0                | 0                     | 0                     | 5     | 0     |
| R. C. Deportivo de La Coruña · España        | 1.ª F         | 2021-22       | 10    | 0     | 2                | 0                | ―                     | ―                     | 12    | 0     |
| R. C. Deportivo de La Coruña · España        | 1.ª F         | 2022-23       | 11    | 0     | 1                | 0                | ―                     | ―                     | 12    | 0     |
| R. C. Deportivo de La Coruña · España        | Total club    | Total club    | 21    | 0     | 3                | 0                | 0                     | 0                     | 24    | 0     |
| F. C. Barcelona Atlètic · España             | 1.ª F         | 2023-24       | 10    | 0     | ―                | ―                | ―                     | ―                     | 10    | 0     |
| F. C. Barcelona Atlètic · España             | 1.ª F         | 2024-25       | 19    | 0     | ―                | ―                | ―                     | ―                     | 19    | 0     |
| F. C. Barcelona Atlètic · España             | Total club    | Total club    | 29    | 0     | 0                | 0                | 0                     | 0                     | 29    | 0     |
| Real Valladolid C. F. · España               | 2.ª           | 2025-26       | 0     | 0     | 0                | 0                | ―                     | ―                     | 0     | 0     |
| Real Valladolid C. F. · España               | Total club    | Total club    | 0     | 0     | 0                | 0                | 0                     | 0                     | 0     | 0     |
| Total carrera                                | Total carrera | Total carrera | 55    | 0     | 3                | 0                | 0                     | 0                     | 58    | 0     |